# Hermann Heinemann
Pour les articles homonymes, voir Heinemann.
Hermann Heinemann (né le 24 juin 1928 à Dortmund et mort le 15 novembre 2005 à Iserlohn) est un syndicaliste et homme politique allemand (SPD).

## Carrière
Heinemann étudie à l'école primaire de sa ville natale de Dortmund de 1934 à 1942, puis commence un apprentissage dans la banque. L'apprentissage est interrompu par son entrée dans les forces armées. Après avoir participé à la Seconde Guerre mondiale, puis prisonnier de guerre, il termine son apprentissage bancaire et s'engage dans le syndicat ÖTV . Il rejoint le SPD en 1951 et devient président de l'association municipale du parti à Dortmund. En 1954, après avoir été diplômé de l'École d'administration et de caisse d'épargne de Dortmund, il devient responsable de la banque d'épargne. À partir de 1975, Heinemann dirige l'important district du SPD de Westphalie occidentale. Pendant ce temps, il est le mentor de Franz Müntefering et est également membre de l'exécutif du parti fédéral SPD. De mars 1983 à juillet 1984, il est membre du Parlement européen et membre de la Commission des affaires économiques et financières.
Le 5 juin 1985, le ministre-président de Rhénanie du Nord-Westphalie, Johannes Rau, le nomme pour succéder à Friedhelm Farthmann au poste de ministre du Travail, de la Santé et des Affaires sociales. Pendant son mandat en juillet 1987, contre l'opposition massive de la CDU, Heinemann lance la première expérience modèle avec la méthadone en République fédérale afin de freiner et de lutter contre la criminalité liée aux drogues. En outre, il met en garde contre une liste négative lors de la distribution de médicaments, car à son avis, une telle liste ne freine pas les augmentations de coûts et accable unilatéralement les personnes socialement défavorisées.
Après le tournant politique en RDA, Heinemann exige une aide rapide pour la population locale et s'oppose à la proposition de payer des primes de retour aux émigrants de la RDA. Au début des années 90, il se prononce également contre les co-paiements privés pour les médicaments et préconise des stratégies de prévention contre le sida.
Fin juin 1992, Heinemann ne se porte pas candidat à la présidence du SPD dans le district de Westphalie occidentale et cède le poste à Franz Müntefering. Il soutient le «Centre de développement et de recherche en microthérapie » ( EFMT ) privé de Bochum, qui reçoit des subventions de 26 millions DM qui doit être financé par des fonds publics, et est donc critiqué par le public ("affaire de scénario"). Les accusations soulevées par l'opposition pendant des mois plus tard se révèlent incorrectes. Cependant, le résultat d'une commission d'enquête du Landtag le disculpe avec le recul. Dans ce contexte, il est critiqué par des radiologues confirmés, qui se voient refuser une aubaine comparable dans leurs instituts universitaires. En octobre 1992 il démissionne de son poste de ministre. Ici aussi, son successeur est Müntefering. Hermann Heinemann est membre du SPD pendant 54 ans.
De 1971 à 1985, Heinemann est directeur général du Westfalenhallen à Dortmund et de 1991 à 2004, il est président du conseil de surveillance du centre du cœur et du diabète de Rhénanie du Nord-Westphalie à Bad Oeynhausen, dont il devient président d'honneur. Là, il a une influence décisive sur la croissance et la politique d'entreprise axée sur le patient du centre.
À la fin de 2005, il critique encore les circonstances qui ont conduit à la démission de Müntefering de la direction du parti SPD.
Heinemann vit à Dortmund quand il est politiquement actif, puis prend sa retraite dans le quartier Hennen d'Iserlohn.

## Honneurs
- 1982: Officier de l'ordre du Mérite de la République fédérale d'Allemagne
- 1987: Commandeur de l'ordre du Mérite de la République fédérale d'Allemagne
- 1990: Grand officier de l'ordre du Mérite de la République fédérale d'Allemagne